# División Atlántico de la NBA
La División Atlántico es una división de la Conferencia Este de la NBA.

## Equipos actuales
| Equipo                                                                              | Ciudad                                                                                    | Año   | Desde            |
| Equipo                                                                              | Ciudad                                                                                    | Unión | Unión            |
| ----------------------------------------------------------------------------------- | ----------------------------------------------------------------------------------------- | ----- | ---------------- |
| Boston Celtics                                                                      | Boston, Massachusetts                                                                     | 1970  | Eastern Division |
| Brooklyn Nets (2012–presente) New Jersey Nets (1977–2012) New York Nets (1976–1977) | Brooklyn, New York City Piscataway/East Rutherford/Newark, New Jersey Uniondale, New York | 1976  | ABA±             |
| New York Knicks                                                                     | New York City, Nueva York                                                                 | 1970  | Eastern Division |
| Philadelphia 76ers                                                                  | Philadelphia, Pensilvania                                                                 | 1970  | Eastern Division |
| Toronto Raptors                                                                     | Toronto, Ontario                                                                          | 2004  | Central Division |

Notas
- ± denota un equipo procedente de la American Basketball Association (ABA).

### Equipos a lo largo de la historia
|  | Denota equipo que pertenece actualmente a la división |
|  | Denota equipo que dejó la división                    |

## Campeones
|  | Obtiene o iguala el mejor balance victorias-derrotas de esa temporada |

| Temporada | Equipo             | Récord       | Resultado en playoffs             |
| --------- | ------------------ | ------------ | --------------------------------- |
| 1970-71   | New York Knicks    | 52–30 (.634) | Pierde Finales de Conferencia     |
| 1971-72   | Boston Celtics     | 56–26 (.683) | Pierde Finales de Conferencia     |
| 1972-73   | Boston Celtics     | 68–14 (.829) | Pierde Finales de Conferencia     |
| 1973-74   | Boston Celtics     | 56–26 (.683) | Gana Finales de la NBA            |
| 1974-75   | Boston Celtics     | 60–22 (.732) | Pierde Finales de Conferencia     |
| 1975-76   | Boston Celtics     | 54–28 (.659) | Gana Finales de la NBA            |
| 1976-77   | Philadelphia 76ers | 50–32 (.610) | Pierde Finales de la NBA          |
| 1977-78   | Philadelphia 76ers | 55–27 (.671) | Pierde Finales de Conferencia     |
| 1978-79   | Washington Bullets | 54–28 (.659) | Pierde Finales de la NBA          |
| 1979-80   | Boston Celtics     | 61–21 (.744) | Pierde Finales de Conferencia     |
| 1980-81   | Boston Celtics     | 62–20 (.756) | Gana Finales de la NBA            |
| 1981-82   | Boston Celtics     | 63–19 (.768) | Pierde Finales de Conferencia     |
| 1982-83   | Philadelphia 76ers | 65–17 (.793) | Gana Finales de la NBA            |
| 1983-84   | Boston Celtics     | 62–20 (.756) | Gana Finales de la NBA            |
| 1984-85   | Boston Celtics     | 63–19 (.768) | Pierde Finales de la NBA          |
| 1985-86   | Boston Celtics     | 67–15 (.817) | Gana Finales de la NBA            |
| 1986-87   | Boston Celtics     | 59–23 (.720) | Pierde Finales de la NBA          |
| 1987-88   | Boston Celtics     | 57–25 (.695) | Pierde Finales de Conferencia     |
| 1988-89   | New York Knicks    | 52–30 (.634) | Pierde Semifinales de Conferencia |
| 1989-90   | Philadelphia 76ers | 53–29 (.646) | Pierde Semifinales de Conferencia |
| 1990-91   | Boston Celtics     | 56–26 (.683) | Pierde Semifinales de Conferencia |
| 1991-92   | Boston Celtics     | 51–31 (.622) | Pierde Semifinales de Conferencia |
| 1992-93   | New York Knicks    | 60–22 (.732) | Pierde Finales de Conferencia     |
| 1993-94   | New York Knicks    | 57–25 (.695) | Pierde Finales de la NBA          |
| 1994-95   | Orlando Magic      | 57–25 (.695) | Pierde Finales de la NBA          |
| 1995-96   | Orlando Magic      | 60–22 (.732) | Pierde Finales de Conferencia     |
| 1996-97   | Miami Heat         | 61–21 (.744) | Pierde Finales de Conferencia     |
| 1997-98   | Miami Heat         | 55–27 (.671) | Pierde 1.ª ronda                  |
| 1998-99   | Miami Heat         | 33–17 (.660) | Pierde 1.ª ronda                  |
| 1999-00   | Miami Heat         | 52–30 (.634) | Pierde Semifinales de Conferencia |
| 2000-01   | Philadelphia 76ers | 56–26 (.683) | Pierde Finales de la NBA          |
| 2001-02   | New Jersey Nets    | 52–30 (.634) | Pierde Finales de la NBA          |
| 2002-03   | New Jersey Nets    | 49–33 (.598) | Pierde Finales de la NBA          |
| 2003-04   | New Jersey Nets    | 47–35 (.573) | Pierde Semifinales de Conferencia |
| 2004-05   | Boston Celtics     | 45–37 (.549) | Pierde 1.ª ronda                  |
| 2005-06   | New Jersey Nets    | 49–33 (.598) | Pierde Semifinales de Conferencia |
| 2006-07   | Toronto Raptors    | 47–35 (.573) | Pierde 1.ª ronda                  |
| 2007-08   | Boston Celtics     | 66–16 (.805) | Gana Finales de la NBA            |
| 2008-09   | Boston Celtics     | 62–20 (.756) | Pierde Semifinales de Conferencia |
| 2009-10   | Boston Celtics     | 50–32 (.610) | Pierde Finales de la NBA          |
| 2010-11   | Boston Celtics     | 56–26 (.683) | Pierde Semifinales de Conferencia |
| 2011-12   | Boston Celtics     | 39–27 (.591) | Pierde Finales de Conferencia     |
| 2012-13   | New York Knicks    | 54–28 (.659) | Pierde Semifinales de Conferencia |
| 2013-14   | Toronto Raptors    | 48–34 (.585) | Pierde 1.ª ronda                  |
| 2014-15   | Toronto Raptors    | 49–33 (.598) | Pierde 1.ª ronda                  |
| 2015-16   | Toronto Raptors    | 56–26 (.683) | Pierde Finales de Conferencia     |
| 2016-17   | Boston Celtics     | 53–29 (.646) | Pierde Finales de Conferencia     |
| 2017-18   | Toronto Raptors    | 59–23 (.720) | Pierde Semifinales de Conferencia |
| 2018-19   | Toronto Raptors    | 58–24 (.707) | Gana Finales de la NBA            |
| 2019-20   | Toronto Raptors    | 53–19 (.736) | Pierde Semifinales de Conferencia |
| 2020-21   | Philadelphia 76ers | 49–23 (.681) | Pierde Semifinales de Conferencia |
| 2021-22   | Boston Celtics     | 51–31 (.622) | Pierde Finales de la NBA          |
| 2022-23   | Boston Celtics     | 57–25 (.695) | Pierde Finales de Conferencia     |
| 2023-24   | Boston Celtics     | 64–18 (.780) | Gana Finales de la NBA            |
| 2024-25   | Boston Celtics     | 61–21 (.744) | Pierde Semifinales de Conferencia |

## Títulos
|  | Denota equipo que ya no pertenece a la División Atlántico |

| Equipo                                        | Títulos | Temporada(s) |
| --------------------------------------------- | ------- | --- |
| Boston Celtics                                | 26      | 1971-72, 1972-73, 1973-74, 1974-75, 1975-76, 1979-80, 1980-81, 1981-82, 1983-84, 1984-85, 1985-86, 1986-87, 1987-88, 1990-91, 1991-92, 2004-05, 2007-08, 2008-09, 2009-10, 2010-11, 2011-12, 2016-17, 2021-22, 2022-23, 2023-24, 2024-25 |
| Toronto Raptors                               | 7       | 2006-07, 2013-14, 2014-15, 2015-16, 2017-18, 2018-19, 2019-20 |
| Philadelphia 76ers                            | 6       | 1976-77, 1977-78, 1982-83, 1989-90, 2000-01, 2020-21 |
| New York Knicks                               | 5       | 1970-71, 1988-89, 1992-93, 1993-94, 2012-13 |
| Brooklyn Nets                                 | 4       | 2001-02, 2002-03, 2003-04, 2005-06 |
| Miami Heat                                    | 4       | 1996-97, 1997-98, 1998-99, 1999-00 |
| Orlando Magic                                 | 2       | 1994-95, 1995-96 |
| Washington Bullets (ahora Washington Wizards) | 1       | 1978-79 |